# 哈囉殭屍
《哈囉殭屍》是台灣出產的殭屍電影作品，爲《殭屍小子》之續集。

## 劇情簡介
中國湘西一帶，流傳一種迷信，不幸死於異鄉的人，都必需運靈返鄉安葬，否則子孫永不發達……由於，交通不發達的影響之下，湘西的法師創造一款怪異的趕屍術，沿途灑遍紙錢，打發孤魂野鬼，又稱買路錢；頭頂上的紙符，可以控制行動，又叫殭定符；將死者的魂魄，收藏於油燈之中，卻不能熄滅，否則會產生屍變。只是，趕屍隊伍最怕碰上神出鬼沒出現的小殭屍，深怕他們帶走殭屍，同道中人則稱之為殭屍小子……

## 人物角色
| 角色名稱 | 演員   | 備註                 |
| -------- | ------ | -------------------- |
| 金爺爺   | 金塗   | 茅山道士，恬恬的爺爺 |
| 恬恬     | 劉致妤 | 金爺爺的孫女         |
| 暴牙     | 黃國書 | 孤兒                 |
| 西瓜皮   | 劉致翰 | 孤兒                 |
| 小黑     | 安安   | 孤兒                 |
| 小虎     | 張台生 | 孤兒                 |
| 大殭屍   | 黃仲裕 | 殭屍                 |
| 小殭屍   | 洪竟原 | 殭屍                 |
| 隊長     | 胖三   |                      |
| 蝙蝠法師 | 褚修身 | 續集 2-3             |
| 長山道士 | 尚智   |                      |
| 小黑     | 鄭同村 | 孤兒 續集 2-3        |
| 小強     | 陳子強 |                      |
| 浩雲道長 | 顧冠忠 |                      |
| 銀杏     | 狄佳   | 小強母               |

## 外部連結
- 哈囉殭屍，〈台灣電影資料庫〉
- 開眼電影網上《哈囉殭屍》的資料（繁體中文）
- 香港影庫上《哈囉殭屍》的資料（繁體中文）
- 豆瓣电影上《哈囉殭屍》的資料 （简体中文）
- 互联网电影数据库（IMDb）上《哈囉殭屍》的资料（英文）